# Saxan Ceadîr-Lunga
FC Saxan Gagauz Yeri sau FC Saxan Ceadîr-Lunga este un club de fotbal din Ceadîr-Lunga, Găgăuzia, Republica Moldova. În prezent echipa evoluează în Liga 1, al doilea eșalon al fotbalului moldovenesc.

## Istoric

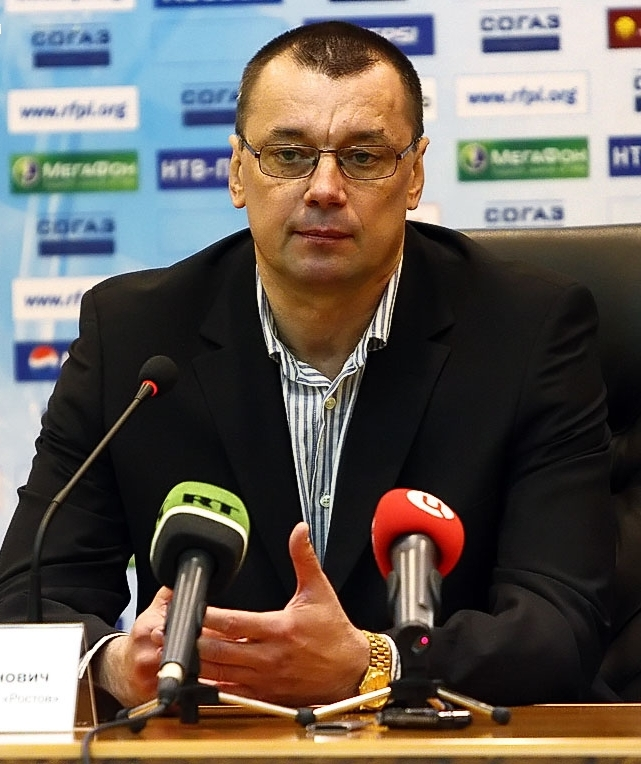
Volodimir Liutîi

Clubul de fotbal Saxan a fost înființat în vara anului 2010, tot în același an echipa a ocupat primul loc în Divizia „B” Sud, astfel având posibilitatea să evolueze în Divizia „A”. Sezonul 2013/2014 a fost unul de succes pentru echipa din Ceadîr-Lunga, aceasta ocupând prima poziție în clasamentul Diviziei A, deja cu 4 etape înainte de a se încheia campionatul, acest succes datorându-se antrenorului principal, ucrainenanul Volodimir Liutîi.

## Palmares
- Divizia "A" (1): 2013-14
- Divizia "B" Sud (1): 2010-11

## Dinamica clasărilor
| Sezon   | Divizia | Campionat | Campionat | Campionat | Campionat | Campionat | Campionat | Campionat | Campionat | Cupă | Golgheter              | Note      |
| Sezon   | Divizia | Loc       | M         | V         | E         | Î         | GM        | GP        | P         | Cupă | Golgheter              | Note      |
| ------- | ------- | --------- | --------- | --------- | --------- | --------- | --------- | --------- | --------- | ---- | ---------------------- | --------- |
| 2010–11 | "B" Sud | 1         | 18        | 13        | 1         | 4         | 42        | 19        | 40        | 1/16 | Viktor Arnaut (12)     | Promovare |
| 2011–12 | "A"     | 5         | 30        | 14        | 8         | 8         | 49        | 25        | 50        | 1/4  | Vadim Gîzel (15)       |           |
| 2012–13 | "A"     | 4         | 28        | 16        | 5         | 7         | 55        | 27        | 53        | 1/16 |                        |           |
| 2013–14 | "A"     | 1         | 24        | 18        | 4         | 2         | 66        | 12        | 58        | 1/8  |                        | Promovare |
| 2014–15 | DN      | 5         | 24        | 8         | 6         | 10        | 20        | 30        | 30        | 1/16 | Irakli Goginașvili (4) |           |

## Evoluții în cupele europene
| Sezon   | Competiția         | Runda | Adversar         | Acasă | Deplasare | Scor general |
| ------- | ------------------ | ----- | ---------------- | ----- | --------- | ------------ |
| 2015–16 | UEFA Europa League | Q1    | Apollon Limassol | 0–2   | 0–2       | 0–4          |

Note
- Q1: primul tur preliminar

## Lotul actual
| Nr. |                   | Poziție | Jucător             |
| --- | ----------------- | ------- | ------------------- |
| 1   | Republica Moldova | P       | Dumitru Radu        |
| 2   | Republica Moldova | F       | Ion Prodan          |
| 8   | Coasta de Fildeș  | M       | Mamadou Fofana      |
| 9   | Rusia             | A       | Valeriu Zghibarța   |
| 10  | Coasta de Fildeș  | M       | Yacouba Bamba       |
| 11  | Coasta de Fildeș  | M       | Sekou Doumbia       |
| 12  | Republica Moldova | P       | Vasile Buza         |
| 13  | Republica Moldova | A       | Igor Dima           |
| 14  | Nigeria           | A       | Abdulwaheed Afolabi |
| 15  | Republica Moldova | F       | Ion Arabadji        |
| 16  | Republica Moldova | F       | Constantin Calmîș   |
| --  | Coasta de Fildeș  | M       | Eric Né             |
| --  | Coasta de Fildeș  | A       | Lassina Dao         |

| Nr. |                   | Poziție | Jucător                    |
| --- | ----------------- | ------- | -------------------------- |
| 17  | Republica Moldova | F       | Dumitru Popovici           |
| 18  | Coasta de Fildeș  | F       | Mohammed Koné              |
| 19  | Republica Moldova | A       | Vladimir Haritov           |
| 20  | Burkina Faso      | M       | Boubacar Ouedraogo         |
| 22  | Republica Moldova | A       | Iurie Mîrza                |
| 24  | Nigeria           | F       | Mohammed Aliyu             |
| 29  | Georgia           | M       | Irakli Goginashvili        |
| 31  | Republica Moldova | P       | Andrei Stanca              |
| 88  | Republica Moldova | M       | Victor Truhanov            |
| 93  | Republica Moldova | M       | Veacheslav Lisa            |
| 23  | Coasta de Fildeș  | F       | Konan Jean-Luc Allou       |
| --  | Nigeria           | M       | Sani Kaita                 |
| --  | Coasta de Fildeș  | A       | Nikita Constant Aimé Lorne |

## Antrenori
- Ivan Nedialko (2010–11)
- Ivan Burduniuc (2011–2012)
- Volodimir Liutîi (2014-2015)
- Ivan Burduniuc (aprilie-mai 2015, interimar)
- Vlad Goian (29 mai 2015–)

## Legături externe
- Site web oficial ru
- Saxan Ceadîr-Lunga Arhivat în 1 iulie 2015, la Wayback Machine. pe weltfussballarchiv.com
- Saxan Ceadîr-Lunga pe Soccerway.com